# Хиггс, Джеймс
Джеймс Хиггс (англ. James Higgs; 1829 (?), Ламбет — 26 апреля 1902, Лондон) — английский органист и музыкальный педагог.
Сын музыканта-любителя. В 1843 году дебютировал как органист в церкви Святого Петра на лондонской Итон-сквер, затем в 1844—1852 гг. служил в церкви Святого Бенета (Бенедикта) в Лондоне, в 1852—1864 гг. — в церкви Святого Марка в лондонском районе Кеннингтон, в 1864—1867 гг. — в церкви Святого Михаила в районе Стокуэлл и наконец в 1867—1895 гг. — в церкви Святого Андрея в районе Холборн. С самого учреждения Королевского колледжа органистов в 1864 году Хиггс принимал участие в его работе как член экзаменационной комиссии. С 1883 года он был профессором гармонии в Королевском колледже музыки, а с 1890 г. занимал также и должность профессора органа. В 1900 г. занял ещё и пост декана музыкального факультета Лондонского университета. Совместно с Фредериком Бриджем редактировал издание органных сочинений Иоганна Себастьяна Баха. Среди учеников Хиггса разного времени были, в частности, Дональд Тови, занимавшийся у него контрапунктом, и Герберт Вестерби.